# Канабо

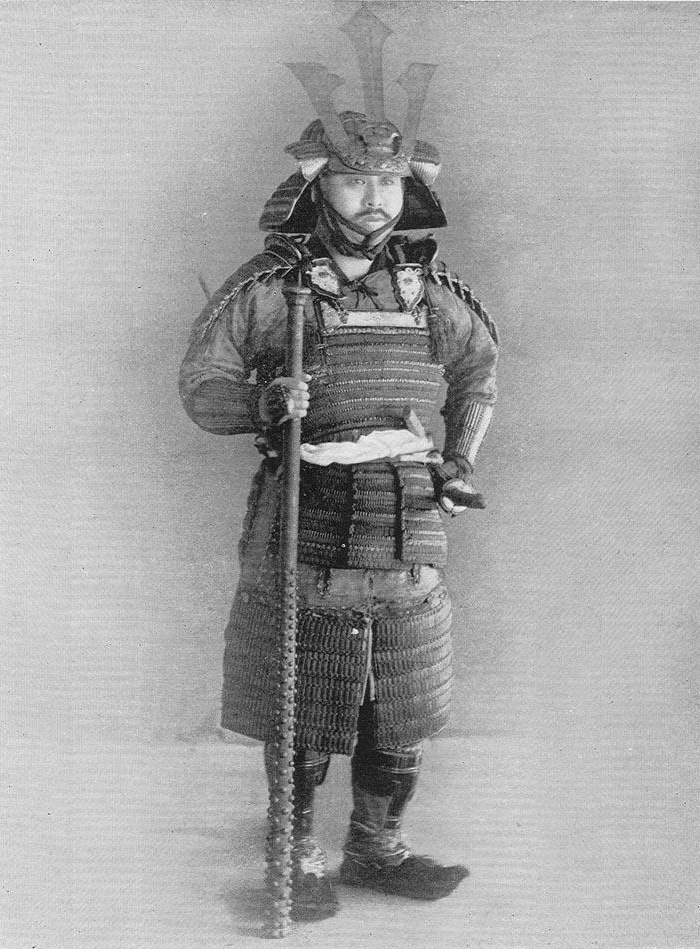
Самурай с канабо

Канабо (яп. 金棒 канабо:) — оружие самураев феодальной Японии, разновидность тэцубо в виде металлической палицы с круглой рукоятью, имеющей утолщение с кольцом на конце, и, зачастую, дополненной небольшими незаточенными шипами. Схожим оружием такого же типа являются нёибо, консайбо и арарэбо.

## Описание
Канабо, как и большинство оружия такого же типа, конструировали из тяжёлого дерева или железа, оснащая один из его концов металлическими шипами или выступами. Форма его была самой разнообразной: оно могло напоминать бейсбольную биту, сужаясь от конца к ручке, или быть полностью прямой от начала и до конца. Размер канабо варьировался от небольших дубинок, удерживаемых одной рукой, до огромных двуручных палиц, размером с рост человека (до 2-х метров в длину).

## Применение
По одной из версий канабо применяли для того, чтобы разбивать доспехи врага и калечить конечности его боевого коня. Искусство владения этим громоздким оружием называлось канабодзюцу или тэцубодзюцу и заключалось в тренировке баланса и силы при применении дубинки. 

## В мифологии
Канабо зачастую можно встретить в японской мифологии, где его используют о́ни — чрезвычайно сильные японские демоны. Существует даже поговорка: «Как дать канабо они», подразумевающая наделение преимуществом того, кто уже им обладает («сильного сделать сильнее»).

## Галерея

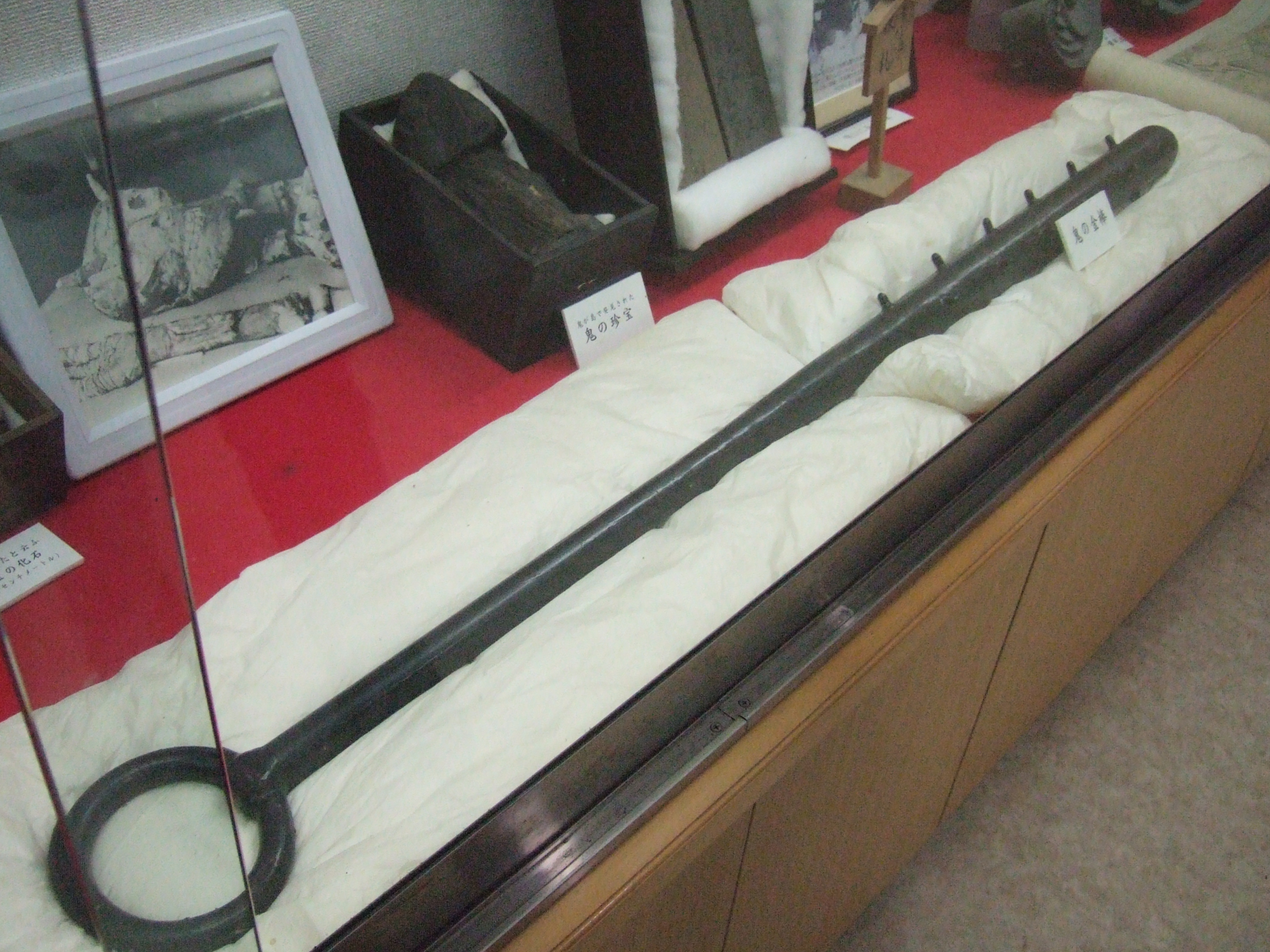
Канабо
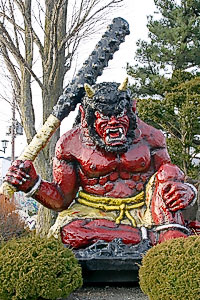
Статуя они, вооружённого канабо
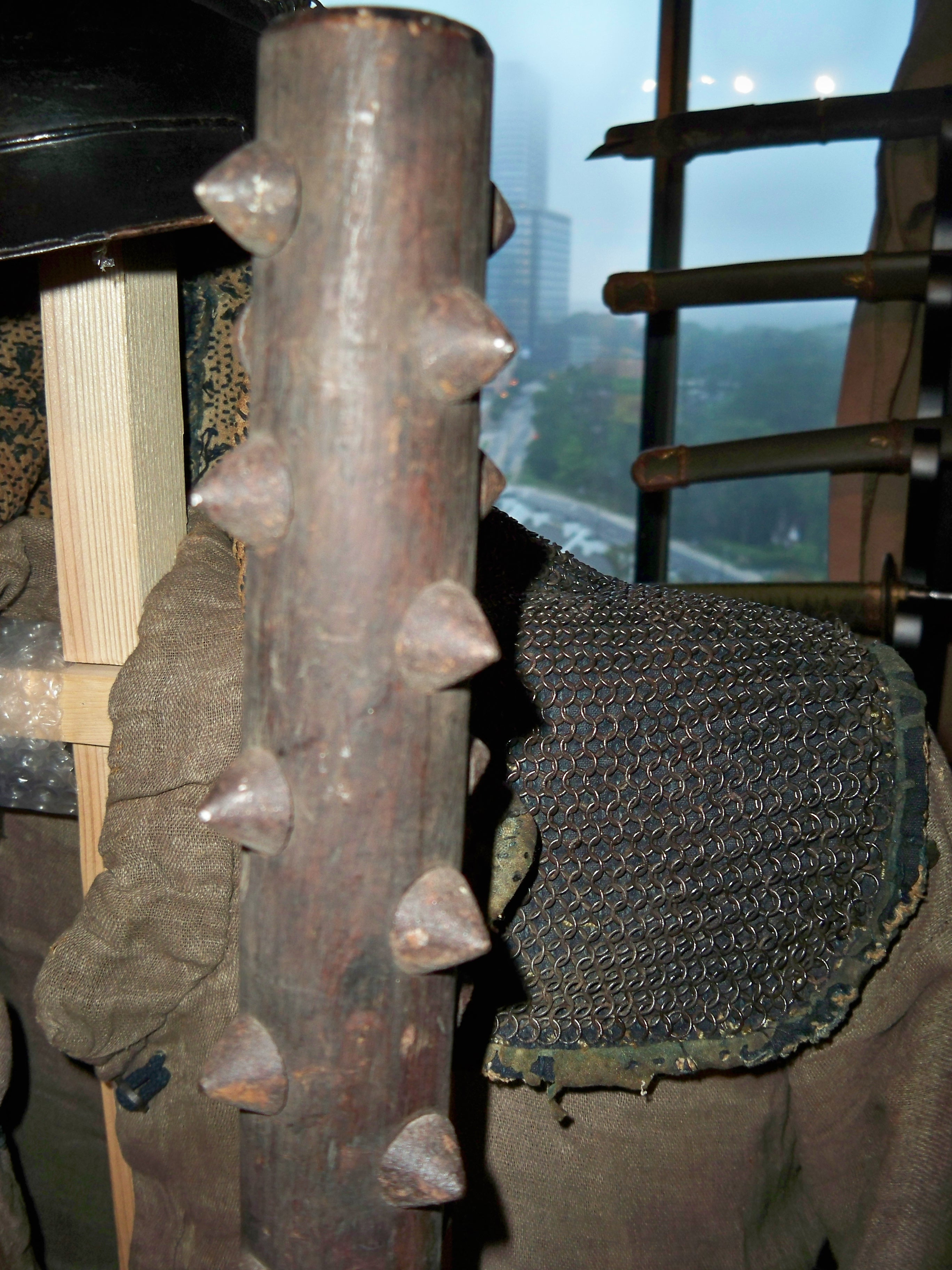
Шипы канабо
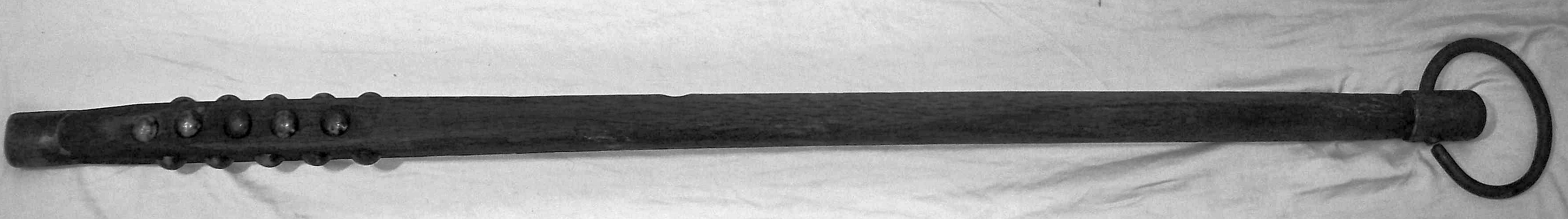
Канабо с ручкой
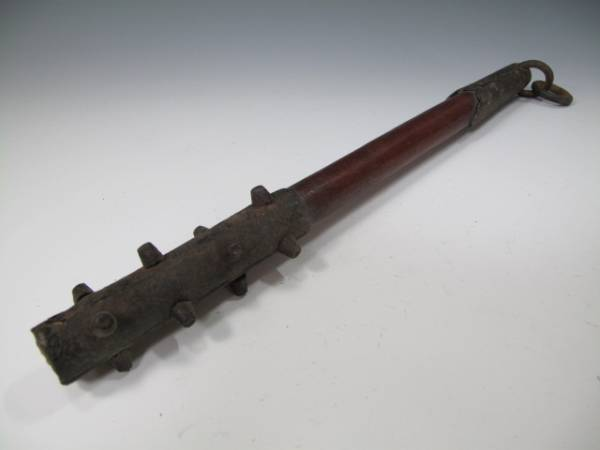
Небольшая японская дубинка с железными шипами
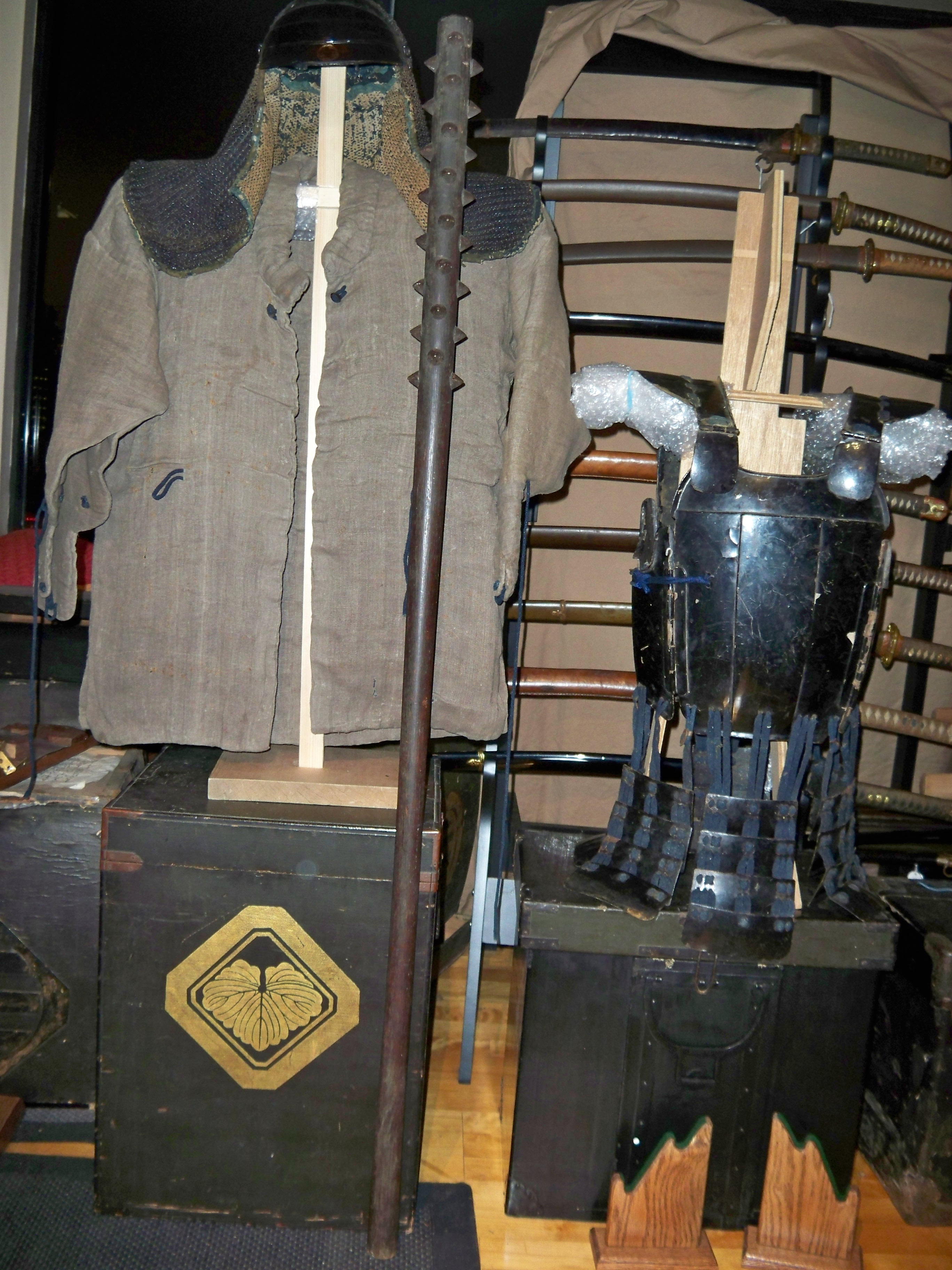
Канабо весом в 4 килограмма
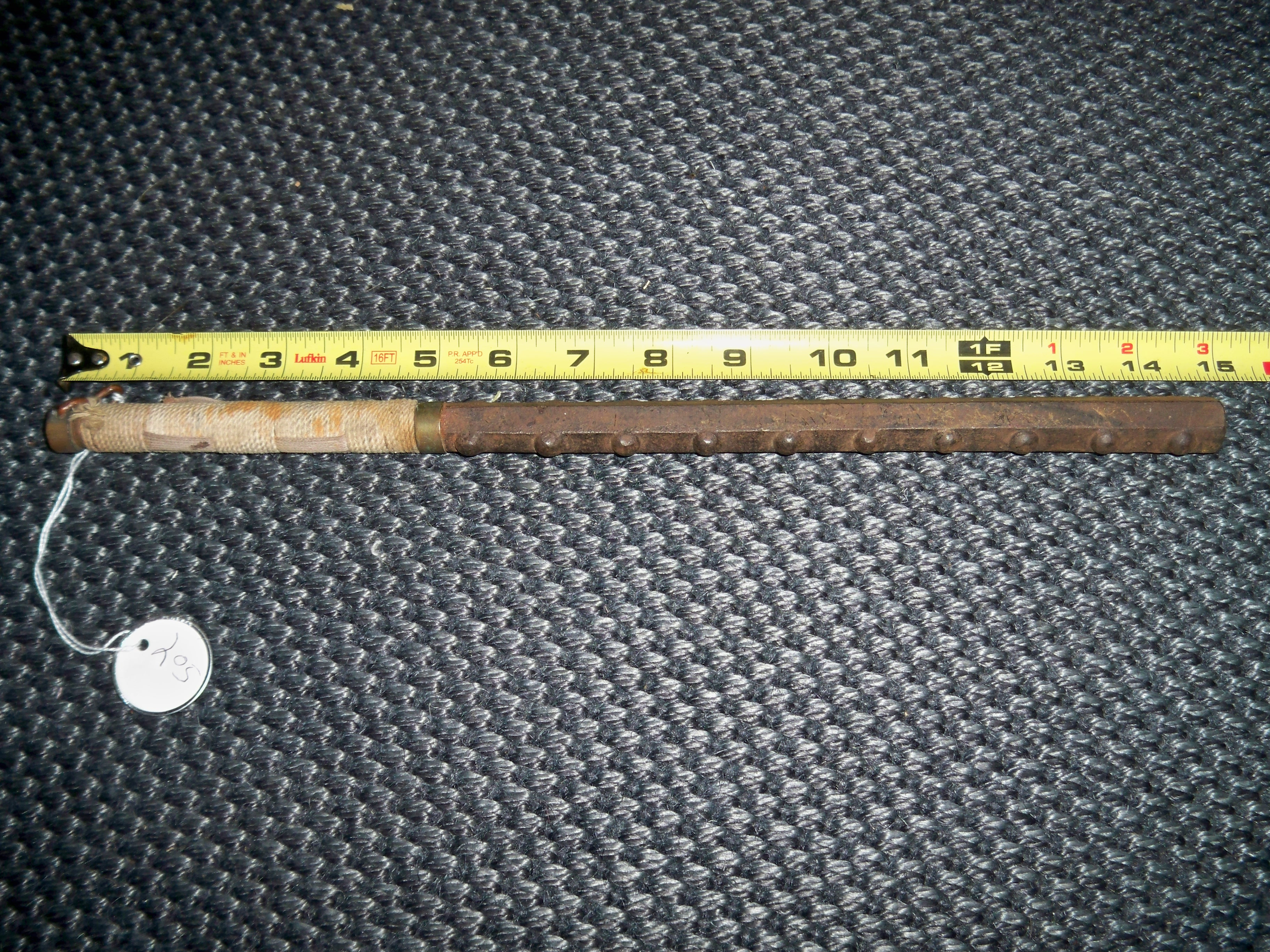
Небольшая металлическая дубинка в форме тэцубо
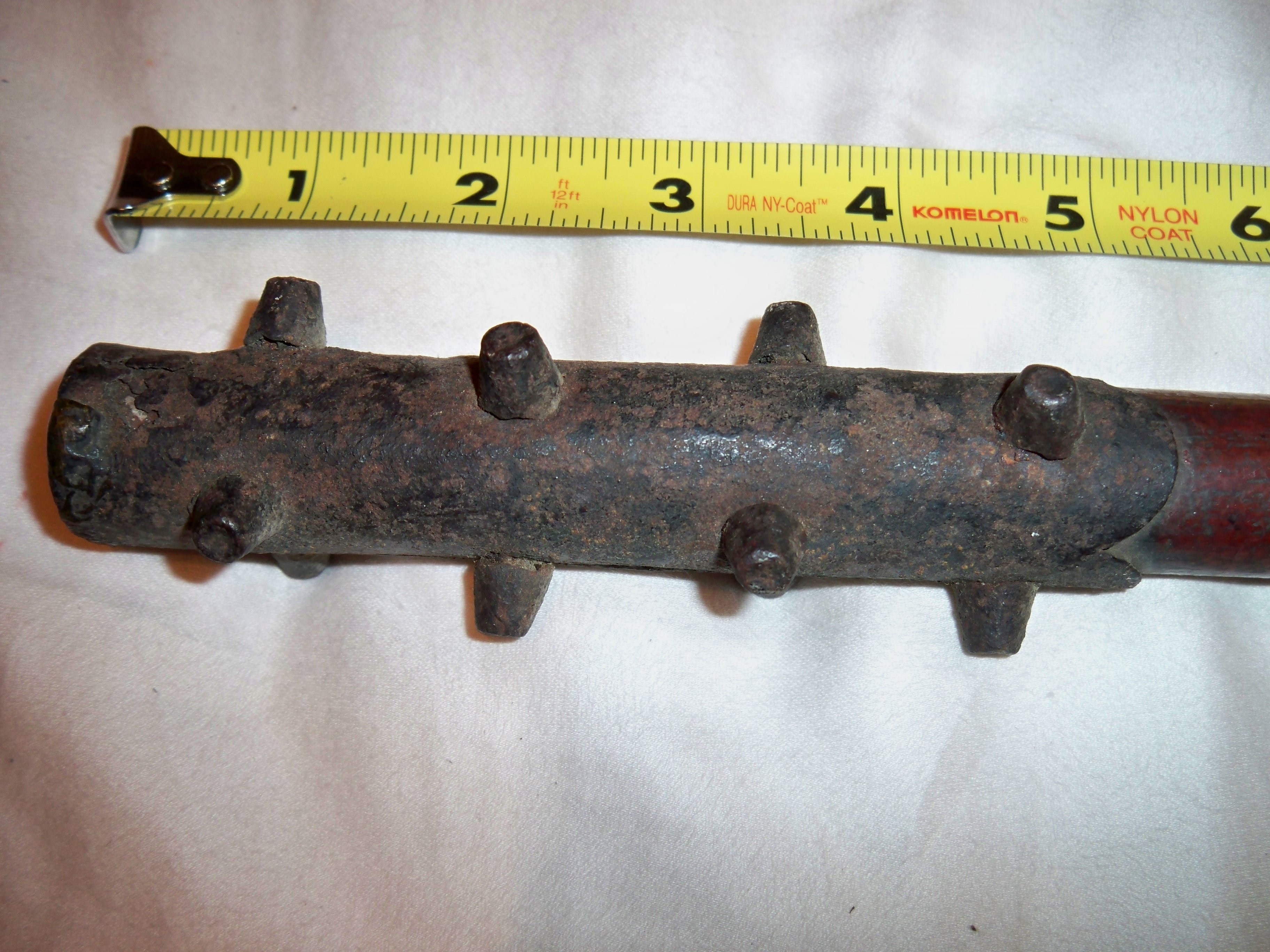
Арарэбо, уменьшенная версия канабо